# Землетрясение и цунами Мэйдзи Санрику (1896)

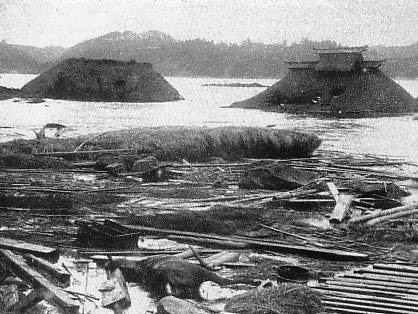
Разрушения, вызванные цунами 1896 года.

Землетрясение и цунами Мэйдзи Санрику — стихийное бедствие, одно из наиболее разрушительных в истории Японии. В результате землетрясения магнитудой 7,2, произошедшего 15 июня 1896 года, образовалось цунами с более высокой магнитудой 8,2, которое уничтожило около 9000 домов и убило более 22 000 человек.

## Геологические причины
Эпицентр землетрясения пришёлся на Японский жёлоб, который представляет собой субдукционную зону, углубляющуюся по направлению к западу.
Различие между магнитудами землетрясения и цунами было необычным, этому было предложено два объяснения:
- цунами было вызвано оползанием откоса, последовавшим за землетрясением,
- разрыв земной коры происходил очень медленно.

## Цунами
Жители Санрику (исторического региона на северо-востоке острова Хонсю) ощутили небольшие толчки примерно в 19:30 по местному времени. Где-то через 35 минут последовала первая волна цунами, за ней несколько минут спустя — вторая волна. Ущерб от воды был особенно велик ввиду того, что цунами совпало со временем прилива. Высота волн достигала 38 метров. Большая часть разрушений и смертей пришлась на префектуру Иватэ, также жертвы были зарегистрированы в префектурах Мияги, Аомори и на острове Хоккайдо. Тела многих погибших имели раздроблённые кости или вовсе были без конечностей, что свидетельствовало о необычайной силе стихии. Местные рыболовы, промышлявшие в открытом море, где волна ощущалась не так сильно, по возвращении домой обнаруживали на берегу лишь груды обломков и тел.
Отголоски цунами докатились и до Гавайских островов, в результате чего были разрушены пристани и смыты несколько домов. Здесь высота волн достигала 9 метров.